# Рюсс, Нейт
Натаниэль Джозеф Рюсс (англ. Nathaniel Joseph Ruess; род. 26 февраля 1982) — американский певец и автор песен. Является основателем и вокалистом американской инди-группы fun. и американской рок-группы The Format; начиная с 2015 года, выступает как сольный музыкант.

## Ранняя жизнь
Рюсс родился 26 февраля 1982 года в Айова-Сити, штат Айова в семье Ларри Рюсса и Бесс Зингер. В семье он был младшим ребёнком, имев старшую сестру по имени Элизабет. Его дядя, Джон Рюсс, игравший на Бродвее, оказал большое влияние на увлечение Натаниэля музыкой.

В 4-летнем возрасте мальчик вместе с семьёй переезжает на ферму в Глендейл, штат Аризона, из-за повторяющихся у него приступов пневмонии, с которой он столкнулся в детстве. Там он провёл остаток своего детства и начал учиться в Высшей школе Дир-Вэлли, которую окончил в 2000 году. Параллельно с обучением Рюсс играл в панк-группах, а после окончания обучения решил заниматься музыкой профессионально. В интервью American Songwriter он сказал: 
Я не брал уроков, и я решил, что единственным способом научиться петь, если это было правдой, было сесть в мою машину и включить любую песню вокалиста, которого трудно скопировать, включить так громко, насколько возможно и постараться спеть все эти ноты
 Рюсс устроился на работу в юридическую фирму для материального самообеспечения, продолжая стремиться к своим музыкальным амбициям.
В 2002 году, в 19-летнем возрасте, Нейт вместе со своим давним лучшим другом Сэмом Минсом основывает группу The Format. Группа была его первой музыкальной попыткой завоевать всеобщее внимание.

## Карьера

### 2002—2008:The Format
После формирования в 2002 году, «The Format» выпустила дебютный одноимённый мини-альбом с пятью песнями, которые вызвали широкий интерес и привели к подписанию группой контракта с лейблом «Elektra Records». Релиз их первого студийного альбома, «Interventions + Lullabies», состоялся 21 октября 2003 года и привёл к более локальному успеху. С увеличением численности фанатов группы, «The Format» выпускает второй мини-альбом, «Snails», уже на «Atlantic Records» в апреле 2005 года. Однако во время работы над вторым альбомом, «Dog Problems», «Atlantic Records» разрывает контракт с группой. В итоге группой был создан собственный лейбл «The Vanity Label», на котором 10 июля 2006 года был выпущен второй студийный альбом.

4 февраля 2008 года Рюсс объявил в блоге группы о том, что группа не будет работать над третьим альбомом: 
Мы просто пускаем слух о том, что группа не будет делать новый альбом. Пожалуйста, поймите, что это было трудное решение, и мы оба расстроены. В то же время мы допускаем ложные домыслы о том, почему мы это сделали; мы понимаем, что Сэм и я по-прежнему близки, и самом деле мы всё ещё перематываем бокс-сет «Твин Пикса» назад и вперед в надежде выяснить, кто же на самом деле убил Лору Палмер.
Мы также хотим поблагодарить всех ребят из «The Format», в частности, Майка, Дона и Марко, без которых ничего бы из этого не было бы в полной мере реализовано. Мы оба советуем вам поддерживать свои музыкальные таланты и то, что они решают делать. И, наконец, мы хотим поблагодарить поклонников, которые создали эти лучшие пять лет нашей жизни.

### 2008—2014:fun.

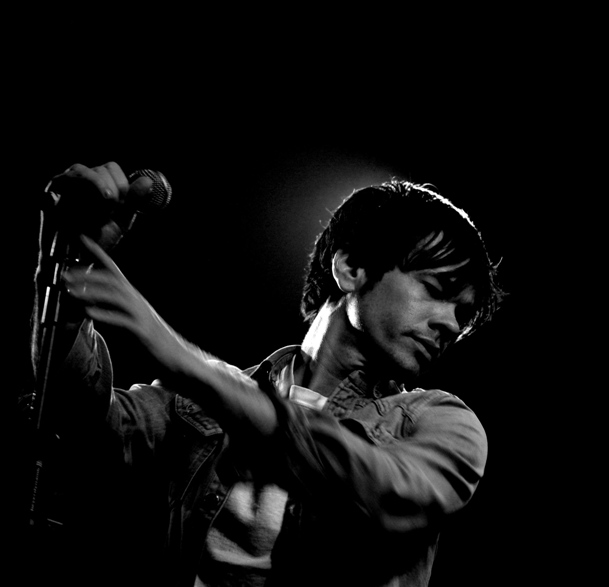
Рюсс играет с группой в марте 2010 года.

Сразу после распада «The Format» Нейт связался с Джеком Антоноффом из «Steel Train» и Эндрю Достом, экс-участником «Anathallo», для создания новой группы под названием «fun.». Уже 20 сентября 2009 года группа в статье «Spin» сообщила о релизе своей первой демозаписи, «Benson Hedges». Спустя четыре месяца после выпуска дебютного сингла, «At Least I'm Not as Sad (As I Used to Be)», 6 апреля 2009 года на MySpace группа выпустила свой дебютный студийный альбом «Aim and Ignite». Альбом получил положительные отзывы и достиг 71-й строчки в чарте Billboard 200.
Первый тур группы состоялся в 2008 году, когда они выступали в поддержку группы «Jack’s Mannequin» и добивались открытия их экспозиции; также «fun.» выступали на туре группы «Paramore» в 2010 году. 4 августа группа объявила о подписании контракта с лейблом «Fueled by Ramen».
Второй студийный альбом группы, «Some Nights», был выпущен 21 февраля 2012 года при участии Джеффа Баскера. Первый сингл альбома, «We Are Young», записанный совместно с певицей Жанель Монэ, был выпущен 20 сентября 2011 года. 8 марта 2012 года песня достигла первой строчки в чарте Billboard Hot 100. Сам альбом получил всемирный успех, будучи проданным тиражом в три миллиона экземпляров. Лид-песня альбома, «Some Nights», достиг третьей строчки в Bilboard Hot 100 и первой в чарте Aternative Songs.

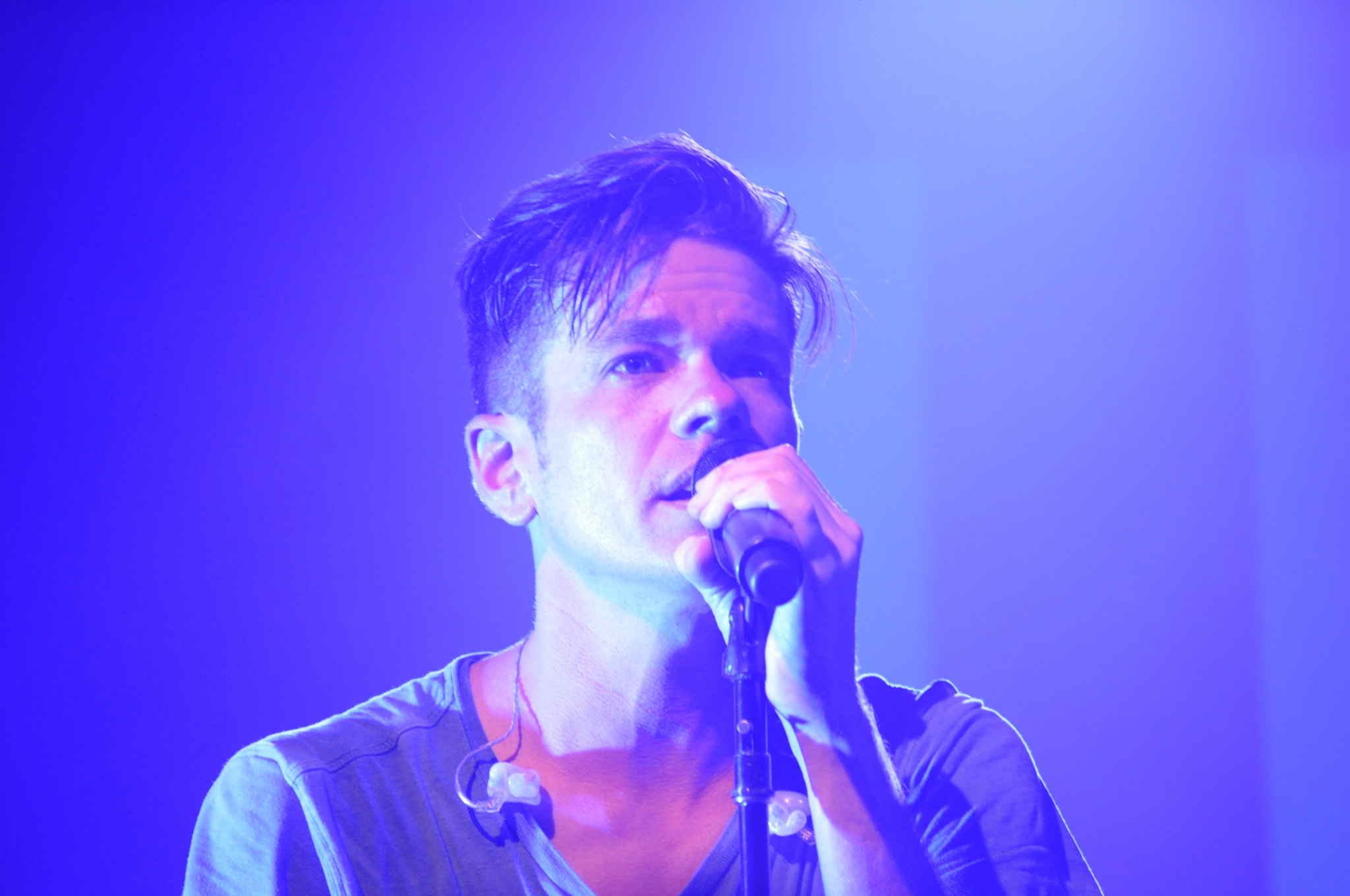
Рюсс выступает в Тусоне, Аризона в марте 2012 года.

10 февраля 2013 года песня «We Are Young» была удостоена премии «Грэмми» за лучшую запись года. После получения премии Рюсс сказал: 
Я не знаю, о чём я думал, когда сочинял припев этой песни. Если это в HD, то каждый может видеть наши лица и то, что мы не очень молоды. Мы занимаемся этим уже 12 лет и я просто должен сказать, что мы не смогли бы это сделать без помощи всех наших фанатов, которые держали нас на плаву в течение последних 12 лет.
 «fun.» также выиграли премию «Грэмми» лучшему новому исполнителю.
Параллельно «fun.» Нейт был вспомогательным вокалистом в различных песнях различных жанров. В 2012 году певец исполнил партию в песне «Only Love» из второго студийного альбома американского певца Энтони Грина «Beautiful Things»; в следующем году — в песне «Just Give Me a Reason» из альбома известной американской певицы Пинк «The Truth About Love». Песня начиналась как обычное сессионное сочинение песни с Пинк, решившей, что для песни нужна мужская часть. Сперва неохотно, но вдохновляемый Пинк Нейт решил участвовать в записи дуэта. В конечном счёте песня возглавила Billboard Hot 100, став первым чарттоппером Нейта как сольного исполнителя и вторым вообще. После успеха «Just Give Me a Reason» Рюсс появился в песне «Headlights» из восьмого студийного альбома Эминема «The Marshall Mathers LP 2». Большая часть партии Нейта была взята из невыпущенной песни «Jumping the Shark», записанной во время сессионной записи «Aim and Ignite».
18 июня 2014 года «fun.» впервые появилась на «The Tonight Show Starring Jimmy Fallon» со свежей песней «Harsh Lights». Это была последняя новая песня группы, прежде чем Рюсс станет заниматься сольной карьерой, но музыканты уже дали понять, что они «на паузе» и не расстаются.

### 2014—н.в.: Начало сольной карьеры
5 февраля 2015 года «fun.» опубликовали на своём официальном сайте заметку для фанатов о статусе группы. Там было написано, что группа не работает над новым альбомом, а вместо этого все трое членов занимаются своими сольными проектами, в том числе и Рюсс, выпустивший дебютный студийный альбом в качестве сольного музыканта: 
«fun.» была создана нами тремя в тот момент, когда мы все уходили из собственных групп. Единственное, что всегда было таким особенным в группе, это то, что мы существуем как три личности в музыке, которые собираются вместе, чтобы сделать что-то вместе. Мы делаем групповые записи тогда, когда мы вдохновлены это делать. В данный момент Нейт работает над своим первым сольным альбомом, Эндрю записывает саундтреки к фильмам, а Джек отправляется на гастроли и работает над музыкой «Bleachers». Мы втроём всегда следуем вдохновению, когда оно завладевает нами. Иногда это вдохновение ведёт к музыке «fun.», иногда ведёт к музыкальной деятельности вне группы. Мы видим это как часть экосистемы, составляющей группу, «fun».
 В интервью журналу «Rolling Stone» Рюсс добавил: 
Ты становишься немного самовлюблённым вокруг песен, которые ты пишешь, и это правда трудно делать в групповой обстановке, где два других человека, и ты должен думать о чувствах каждого. В сравнении с коллегами по группе, в работе с продюсерами эта линия менее размыта.
 Вдобавок к сольному альбому Нейт был приглашён исполнить партию в альбоме Брайана Уилсона «No Pier Pressure». Уилсон, который был одним из основателей «Beach Boys», сравнил голоса Рюсса и своего покойного брата и бывшего коллеги по группе Карла Уилсона. Затем певец сотрудничал в качестве приглашённого вокалиста с продюсером и частым соавтором Эмилем Хейни для записи его дебютного альбома «We Fall». Далее Рюсс выпустил первый сингл из своего дебютного альбома, называющийся «Nothing Without Love». 23 февраля 2015 года сингл был послан на альтернативное радио.
Ровно через месяц Нейт сделал первое из нескольких появлений как гостевого консультанта в эпизодах восьмого сезона телешоу «The Voice». 6 апреля Рюсс объявил о релизе своего дебютного альбома «Grand Romantic», назначенного на 16 июня. 27 апреля Нейт выпустил дебютный трек из своего альбома, названный «AhHa».
В мае 2015 года в связи с анонсированием своего сольного тура он выпустил песню «Great Big Storm». Песня включает в себя вокал американского певца и музыканта Бека. Релиз песни стал частью обратного отсчёта к новому сольному альбому. 31 мая Нейт совершил первое сольное выступление со своей новоиспечённой бэкап-группой «The Band Romantic» в голландском Утрехте. Сет-лист состоял из трёх уже выпущенных треков из «Grand Romantic», нескольких ещё не выпущенных песен из того же альбома и песен «fun.» «Some Nights», «We Are Young» и «Carry On»; также на концерте он исполнил «Just Give Me a Reason». 1 июня Рюсс выпустил новую песню из альбома, названную «What This World Is Coming To».
1 января 2016 года Нейт выступал в первом перерыве Зимней классики НХЛ 2016 в Фоксборо, Массачусетс. 12 января певец выпустил музыкальный клип на песню «Take It Back» с участием актёра Патрика Фишлера, известного по ролям в телесериалах «Однажды в сказке», «Безумцы» и «Остаться в живых». Видео также включает гитарное соло Джеффа Твиди из альтернативной рок-группы «Wilco».

### Роли в кино
Нейт сыграл самого себя в полу-автобиографическом фильме «Великий романтик» на Apple Music.

## Личная жизнь
С 2014 года Рюсс состоит в отношениях с модельером Шарлоттой Ронсон. У них есть двое детей — сын Левон Генри Ронсон-Рюсс (род. 2017) и дочь Олимпия Джеральдин Ронсон-Рюсс (род. 2019).

## Дискография

### Студийные альбомы
| Название       | Детали                                                                  | Места в чартах | Места в чартах | Места в чартах |
| Название       | Детали                                                                  | US             | CAN            | AUS            |
| -------------- | ----------------------------------------------------------------------- | -------------- | -------------- | -------------- |
| Grand Romantic | - Издан: 16 июня 2015 - Лейбл: Fueled by Ramen - Формат: CD, CS, DL, LP | 7              | 16             | 61             |

### Синглы

#### Как главный исполнитель
| «Nothing Without Love»                                                     | 2015 | 77 | 14 | 24 | 6 | 90 | Grand Romantic |
| «AhHa»                                                                     | 2015 | —  | —  | —  | — | —  | Grand Romantic |
| «Great Big Storm»                                                          | 2015 | —  | 30 | —  | — | —  | Grand Romantic |
| «What This World Is Coming To» (при участии Бека)                          | 2015 | —  | —  | —  | — | —  | Grand Romantic |
| «—» обозначает, что релиз не вошёл в чарт или не был издан в этом регионе. |      |    |    |    |   |    |                |

#### Как приглашённая звезда
| «It’s For the Best» (Straylight Run при участии Нейта Рюсса)               | 2004 | —  | —  | — | —  | — | — | —  | — | — | —  | | Straylight Run            |
| «Kill Monsters in the Rain» (Steel Train при участии Нейта Рюсса)          | 2007 | —  | —  | — | —  | — | — | —  | — | — | —  | | Trampoline                |
| «Only Love» (Энтони Грин при участии Нейта Рюсса)                          | 2012 | —  | —  | — | —  | — | — | —  | — | — | —  | | Beautiful Things          |
| «Just Give Me a Reason» (Пинк при участии Нейта Рюсса)                     | 2013 | 1  | 1  | 1 | 1  | 4 | 1 | 1  | 1 | 1 | 2  | - US: 2× Платина - AUS: 5× Платина - AUT: Золото - CAN: 6× Платина - GER: Платина - NZ: 3× Платина | The Truth About Love      |
| «Headlights» (Эминем при участии Нейта Рюсса)                              | 2013 | 45 | 21 | — | 54 | — | — | 60 | — | — | 63 | - AUS: Золото                                                                                      | The Marshall Mathers LP 2 |
| «Hands» (с различными артистами)                                           | 2016 | —  | —  | — | —  | — | — | —  | — | — | —  | | н/д                       |
| «—» обозначает, что релиз не вошёл в чарт или не был издан в этом регионе. |      |    |    |   |    |   |   |    |   |   |    | |                           |